# Zemský okres Neunkirchen
Zemský okres Neunkirchen (německy Landkreis Neunkirchen) je zemský okres v německé spolkové zemi Sársko. Sídlem správy zemského okresu je město Ottweiler. Má přibližně 134 tisíc obyvatel. 

## Města a obce
| Města: 1. Neunkirchen 2. Ottweiler | Obce: 1. Eppelborn 2. Illingen 3. Merchweiler 4. Schiffweiler 5. Spiesen-Elversberg |